# Lilltjärnen (Ransäters socken, Värmland)
Lilltjärnen är en sjö i Munkfors kommun i Värmland och ingår i Göta älvs huvudavrinningsområde.